# As Time Goes By (film, 1999)
 (mars 2020).
Si vous disposez d'ouvrages ou d'articles de référence ou si vous connaissez des sites web de qualité traitant du thème abordé ici, merci de compléter l'article en donnant les références utiles à sa vérifiabilité et en les liant à la section « Notes et références ».
Pour les articles homonymes, voir As Time Goes By.
Pour plus de détails, voir Fiche technique et Distribution.
As Time Goes By est un court métrage français de Hans Peter Cloos sorti en 1999.

## Fiche technique
- Titre original : As Time Goes By
- Réalisation : Hans Peter Cloos
- Scénario : Hans-Peter Cloos

- Durée : 52 minutes
- Sortie : 1999

## Distribution
- Valérie Crunchant